# Diomedea
Diomedea – rodzaj ptaków z rodziny albatrosów (Diomedeidae).

## Zasięg występowania
Rodzaj obejmuje gatunki występujące na Oceanie Południowym oraz w południowych rejonach Oceanu Spokojnego, Atlantyckiego i Indyjskiego.

## Morfologia
Długość ciała 68–93 cm, rozpiętość skrzydeł 2,54–3,51 m; masa ciała samic 4,6–9 kg, samców 5,5–11,91 kg.

## Systematyka

### Etymologia
- Diomedea: w greckiej mitologii Diomedes, wojowniczy król Etolii, porzucił swoje królestwo z powodu seksualnych ekscesów jego żony podczas jego nieobecności podczas oblężenia Troi i założył miasto Argyripa we Włoszech. Po jego śmierci ze starości, jego towarzysze byli tak tym faktem zrozpaczeni, że zostali zmienieni w białe, morskie ptaki[9].
- Albatrus: fr. Albatros „albatros”. Nazwa Albatros i jej europejskie odpowiedniki są ostateczną pisownią wyrazu, który przeszedł dużą przemianę od arabskiej nazwy al qadus dla skórzanego wiadra stosowanego w irygacji. Nazwę tę pierwsi przejęli hiszpańscy i portugalscy odkrywcy jako „Alcatras” lub „Alcaduz” na określenie pelikana (Pelecanus), odnosząc się do jego pojemnego dzioba. Nazwa ta została następnie błędnie zidentyfikowana i zastosowana jako określenie dla innych dużych ptaków morskich, przede wszystkim nazwę tę używali angielscy żeglarze na określenie fregaty (Fregata) i wreszcie, poprzez nazwy Alcatraza, Alcatraze, Algatross i Albitross, na określenie obecnych gatunków występujących w tej rodzinie[10]. Gatunek typowy: Diomedea exulans Linnaeus, 1758.
- Albatrossa: duń. Albatros „albatros”[11]. Gatunek typowy: Diomedea exulans Linnaeus, 1758.
- Rhothonia: gr. ῥωθων rhōthōn, ῥωθωνος rhōthōnos „nozdrza”[12]. Gatunek typowy: Diomedea sanfordi Murphy, 1917.

### Podział systematyczny
Do rodzaju należą następujące gatunki:
- Diomedea epomophora Lesson, 1825 – albatros królewski
- Diomedea exulans Linnaeus, 1758 – albatros wędrowny